# Тэру-тэру-бодзу

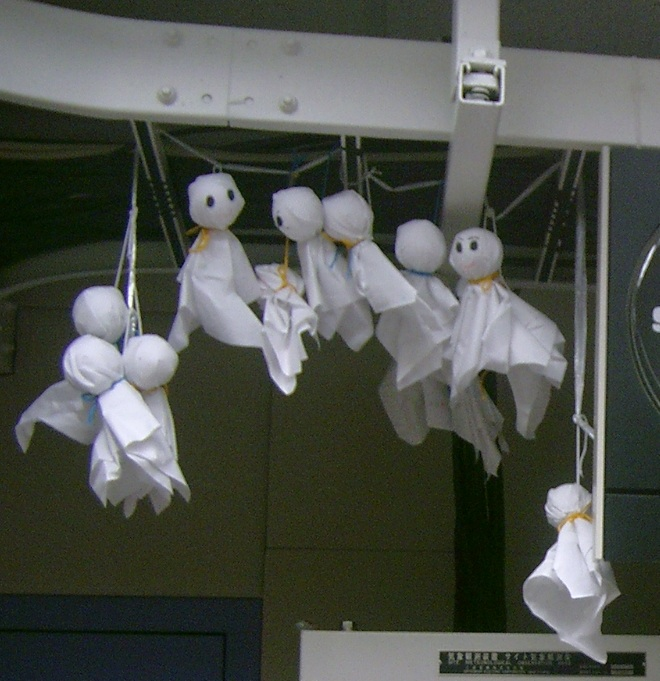

Тэру-тэру-бодзу (яп. てるてる坊主, буквально «блёск-блёск монах») — традиционная японская кукла-амулет ручной работы, изготавливаемая из простой белой бумаги или белой ткани. По своей форме такие куклы напоминают кукол-«призраков», которых делают в Европе и Америке на Хэллоуин. Японские крестьяне считали, что этот амулет обладает магической силой и способен приносить хорошую погоду и прекращать, предотвращать или вызывать дождь; с этой целью его вывешивали под навесом дома или карнизом окна. Японский глагол «тэру» описывает действие солнца, а «бодзу» означает буддийского монаха (сродни «бонза») либо, что в большей степени характерно для современного сленга, — «лысый»; это слово также иногда используется как ласковое прозвище для маленьких мальчиков.
Данные куклы приобрели большую популярность среди детей горожан в период Эдо (XVII—XIX века), которые, подвесив вечером куклу, кричали: «Тэру-тэру бодзу, пожалуйста, пусть завтра будет хорошая погода». Современные японские дети делают этих кукол из папиросной бумаги или хлопчатобумажных салфеток и верёвочки: первая салфетка сминается в комок и помещается в среднюю часть расправленной второй, которая складывается в «мешочек» и перевязывается под вложенным комочком верёвочкой, один конец которой всегда делается более длинным, чем другой, чтобы была возможность подвесить куклу. На «голове» куклы рисуются глаза и улыбающийся рот, чтобы Будда, увидев куклу, тоже улыбнулся бы (по другой версии, лицо рисуется именно по причине просьбы вызвать дождь). Кукол вешают под окнами, делая это обычно перед прогулками и пикниками на природе. Если кукла вешается вверх ногами, то это означает просьбу о дожде. Использование тэру-тэру-бодзу остаётся распространённым явлением во многих японских семьях до наших дней, хотя в разных регионах страны произношение их названия может чуточку различаться.
Сам по себе обычай был, возможно, заимствован из Китая (кукла богини дождя Сао-циннян), однако в Японии есть легенда о его появлении и причине названия куклы именно тэру-тэру-бодзу. Согласно ей, в одной деревне шёл непрерывный дождь, который не прекращался и угрожал уничтожить все посевы. Местные жители попросили буддийского монаха молиться о том, чтобы дождь прекратился; он согласился, но только за вознаграждение; получив его, он начал молиться, но его молитвы не принесли хорошей погоды. После этого он попросил крестьян увеличить размер награды, что было сделано, но его молитвы вновь не дали результата. Когда он попросил о новом подношении в третий раз, крестьяне вместо даров схватили его и казнили, повесив на дереве. На следующий день после казни дождь внезапно прекратился. Крестьяне решили, что монах, умерев, встретился с Буддой, наконец-то сумев передать ему их просьбу. С тех пор для того, чтобы Будда точно услышал просьбу, на деревьях всегда стали вешать монахов, но не живых, а их символические изображения. Некоторые японские культурологи, тем не менее, не согласны с этой версией и выдвигают собственные (например, что «бодзу» имело отношение не к буддийскому монаху, а просто к лысой круглой голове, а «тэру-тэру» являлось шуткой относительно того, что лысая голова блестит, когда на неё попадает солнечный свет).
В 1921 году была написана варабэ-ута (японская детская напевка), связанная с тэру-тэру-бодзу, за авторством Кёсона Асахары и Симпэя Накаямы, остающаяся популярной и сегодня.

## Текст
| てるてる坊主 てる坊主 あした天気にしておくれ いつかの夢の空のよに 晴れたら金の鈴あげよ てるてる坊主 てる坊主 あした天気にしておくれ わたしの願いを聞いたなら あまいお酒をたんと飲ましょ てるてる坊主 てる坊主 あした天気にしておくれ それでも曇って泣いてたら そなたの首をチョンと切るぞ | Teru-teru-bōzu, teru bōzu Ashita tenki ni shite o-kure Itsuka no yume no sora no yo ni Haretara kin no suzu ageyo Teru-teru-bōzu, teru bōzu Ashita tenki ni shite o-kure Watashi no negai wo kiita nara Amai o-sake wo tanto nomasho Teru-teru-bōzu, teru bōzu Ashita tenki ni shite o-kure Sorede mo kumotte naitetara Sonata no kubi wo chon to kiru zo | Тэру-тэру-боозу, тэру-боозу, Сделай, пожалуйста, завтра хорошую погоду. Чтобы небо было как в мечтах. Если будет солнечно, то я дам тебе золотой колокольчик. Тэру-тэру-боозу, тэру-боозу, Сделай, пожалуйста, завтра хорошую погоду. Если моя просьба исполнится, То мы выпьем много сладкого саке. Тэру-тэру-боозу, тэру-боозу, Сделай, пожалуйста, завтра хорошую погоду. Если же облака будут плакать опять, Я тебе голову отрежу. |